# Pascal Olmeta
Pascal Olmeta (Bastia, 7 d'abril de 1961) és un antic porter de futbol francès de les dècades de 1980 i 1990.

## Trajectòria
Passà la major part de la seva carrera a França, on defensà els colors de clubs com l'SC Bastia, el Matra Racing de París, l'Olympique de Marsella o l'Olympique de Lió. També jugà mitja temporada al RCD Espanyol entre gener i juny de 1997.